# Englefontaine
Englefontaine ist eine französische Gemeinde im Département Nord in der Region Hauts-de-France. Sie gehört zum Arrondissement Avesnes-sur-Helpe und zum Kanton Avesnes-sur-Helpe. Die Bewohner nennen sich Englefontainois.

## Geographie
Die Gemeinde Englefontaine liegt im Regionalen Naturpark Avesnois, etwa 19 Kilometer östlich von Cambrai am Flüsschen Saint-Georges. Umgeben wird Englefontaine von den Nachbargemeinden Louvignies-Quesnoy im Norden, Raucourt-au-Bois im Nordosten, Locquignol im Osten, Hecq im Süden sowie Poix-du-Nord im Süden und Westen.

## Bevölkerungsentwicklung
| Jahr                       | 1962 | 1968 | 1975 | 1982 | 1990 | 1999 | 2006 | 2013 | 2020 |
| Einwohner                  | 1189 | 1323 | 1337 | 1349 | 1354 | 1327 | 1343 | 1298 | 1271 |
| Quellen: Cassini und INSEE |      |      |      |      |      |      |      |      |      |

## Sehenswürdigkeiten

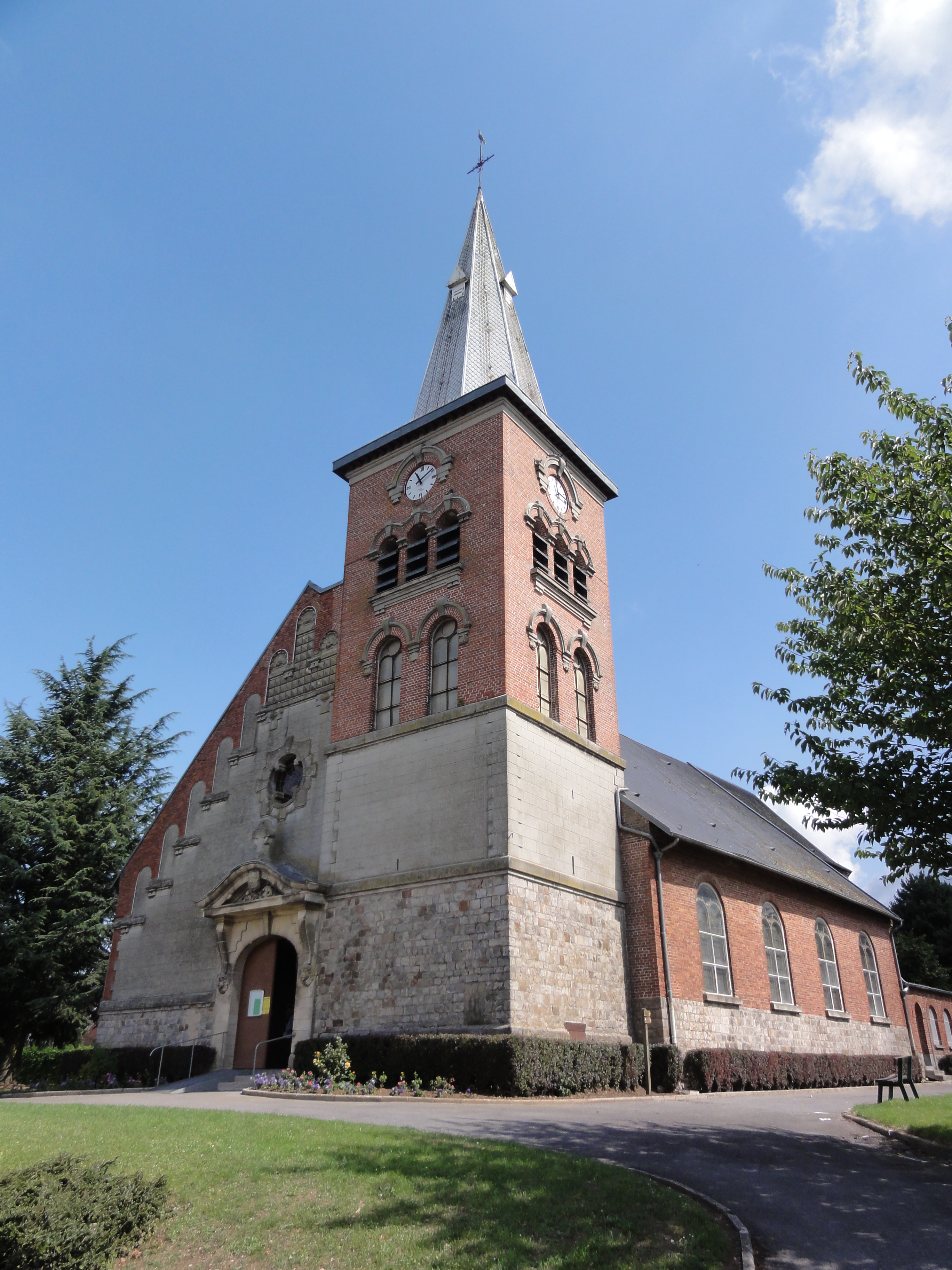
Kirche Saint-Georges
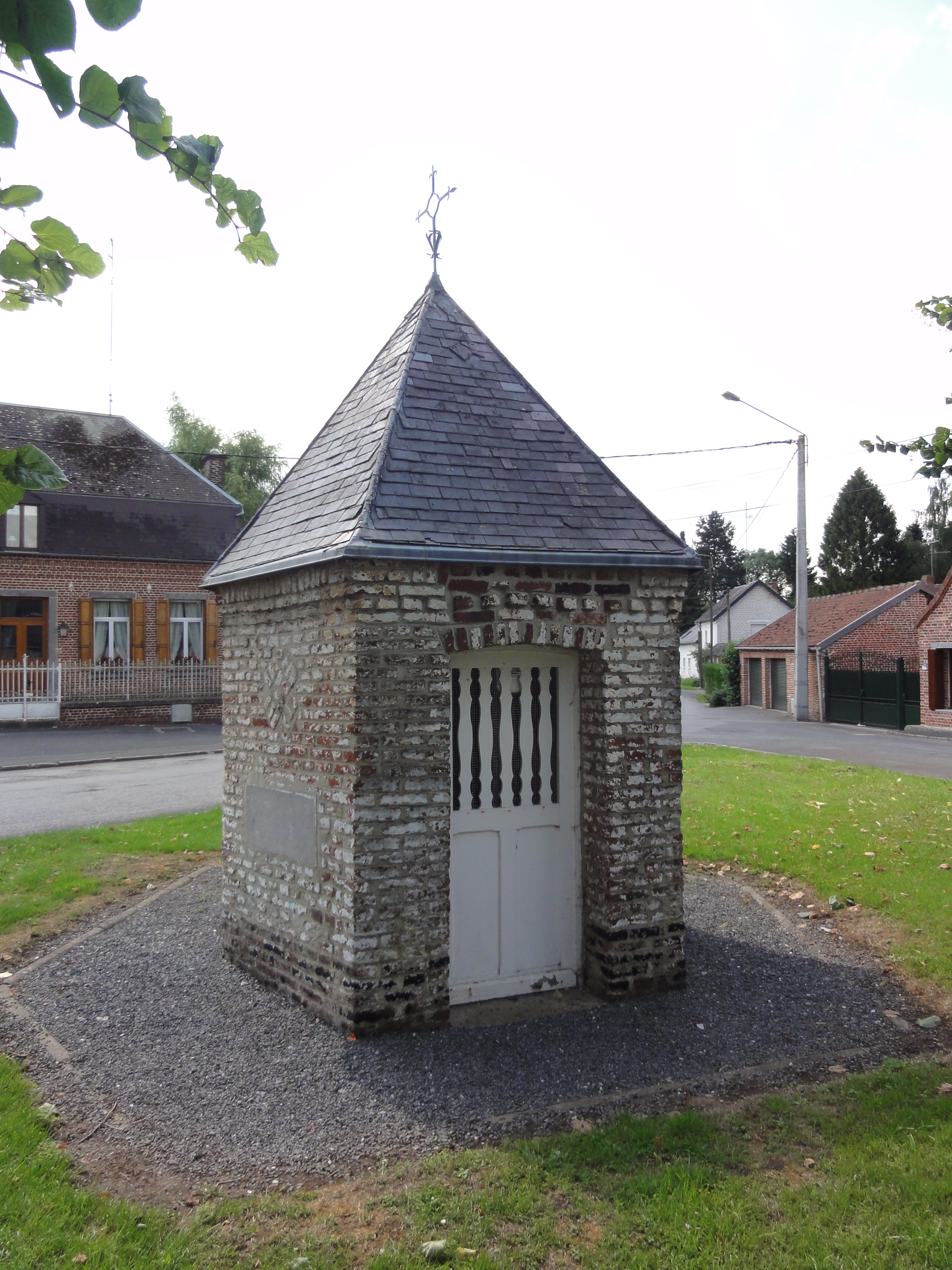
Kapelle an der Place Jeanne d'Aec
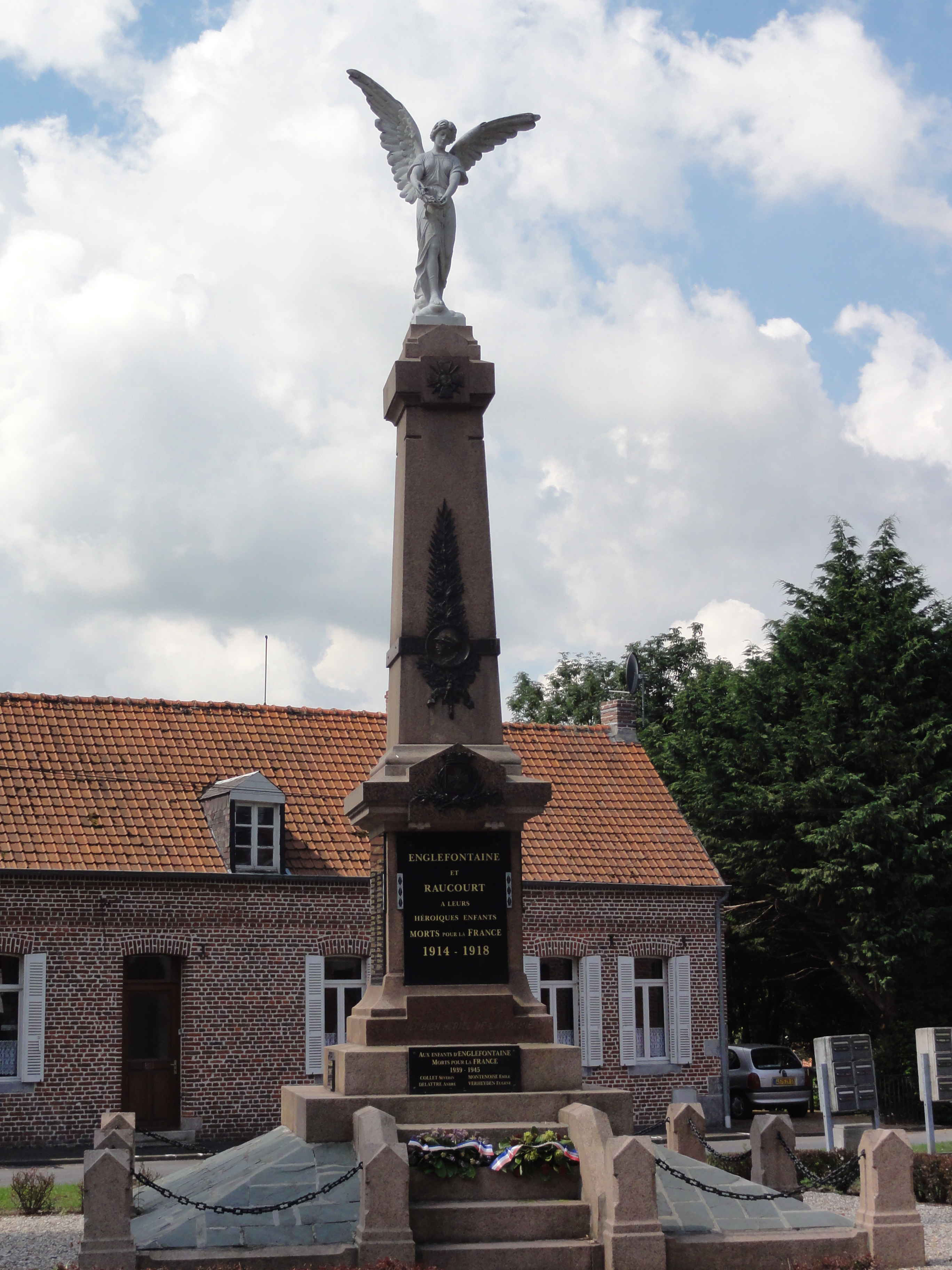
Gefallenendenkmal

- Brunnen Saint-Georges von 1948
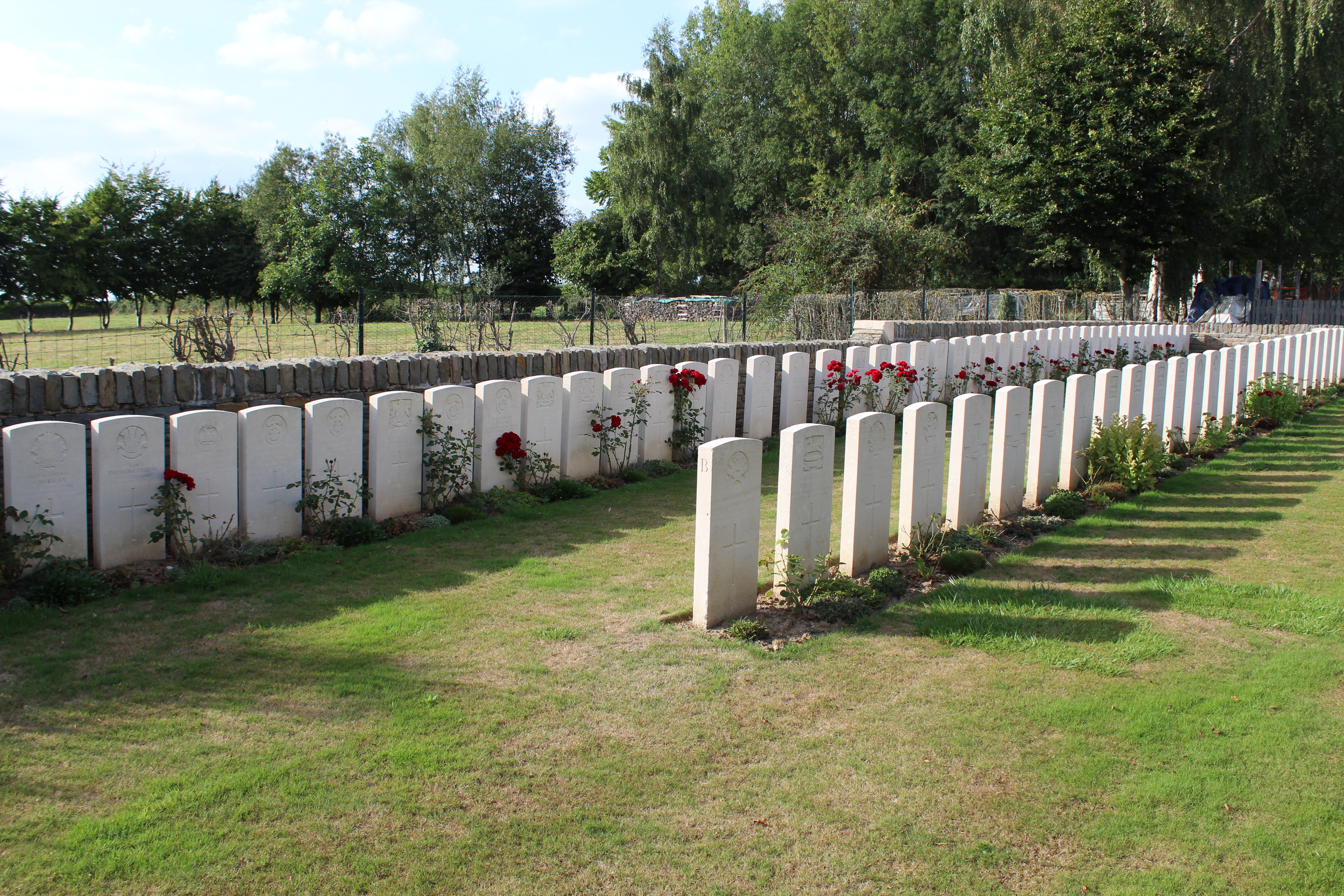
Britischer Militärfriedhof

- Kirche Saint-Georges
- Kapelle an der Place Jeanne d'Aec
- Gefallenendenkmal
- Britischer Militärfriedhof